# عيسى محمد (سياسي)
عيسى محمد (بالإنجليزية: Isa Mohammed)‏ هو سياسي نيجيري، ولد في 15 مايو 1949.